# Krasnoarmiejskij (obwód uljanowski)
Krasnoarmiejskij (ros. Красноармейский) – osiedle w Rosji, w obwodzie uljanowskim, w rejonie uljanowskim. W 2010 liczyło 661 mieszkańców.